# Список объектов всемирного наследия ЮНЕСКО в Австрии
В списке Всеми́рного насле́дия ЮНЕ́СКО в А́встрии содержится 12 наименований (на 2023 год), это составляет 1,0 % от общего числа (1248 на 2025 год). 11 объектов включены в список по культурным критериям, причём 1 из них признан шедевром человеческого гения (критерий i) и 1 — по природным. Кроме этого, по состоянию на 2023 год 10 объектов на территории Австрии находятся в числе кандидатов на включение в список всемирного наследия. Австрийская Республика ратифицировала Конвенцию об охране всемирного культурного и природного наследия 18 декабря 1992 года. Первые два объекта, находящиеся на территории Австрии были занесены в список в 1996 году на 20-й сессии Комитета всемирного наследия ЮНЕСКО.

## Список
В данной таблице объекты расположены в порядке их добавления в список всемирного наследия ЮНЕСКО.
| #  | Изображение | Название | Местоположение | Время создания             | Год внесения в список | №    | Критерии    |
| -- | ----------- | --- | --- | -------------------------- | --------------------- | ---- | ----------- |
| 1  |             | Исторический центр города Зальцбург (нем. Historisches Zentrum der Stadt Salzburg)                                                                                                   | Город:Зальцбург Федеральная земля: Зальцбург | Средние века — XIX век     | 1996                  | 784  | ii, iv, vi  |
| 2  |             | Дворец и сады Шёнбрунн (нем. Schloss Schönbrunn und Garten) | Город:Вена Федеральная земля: Вена | XVIII век                  | 1996                  | 786  | i, iv       |
| 3  |             | Культурный ландшафт Хальштатт-Дахштайн (нем. Hallstatt-Dachstein Salzkammergut) | Федеральная земля: Верхняя Австрия, Зальцбург, Штирия | 900-400 до н. э.           | 1997                  | 806  | iii, iv     |
| 4  |             | Железная дорога Земмеринг (нем. Semmeringbahn) | Ближайший город: Мюрццушлаг Федеральная земля: Штирия, Нижняя Австрия | 1848—1854 годы             | 1998                  | 785  | ii, iv      |
| 5  |             | Исторический центр города Грац и замок Эггенберг (нем. Altstadt von Graz und Grazer Schloßberg)                                                                                      | Город: Грац Федеральная земля: Штирия | С XIII века                | 1999 расширен в 2010  | 931  | ii, iv      |
| 6  |             | Культурный ландшафт Вахау (нем. Wachau) | Долина Дуная между городами Мельк и Кремс Федеральная земля: Нижняя Австрия | С XII века                 | 2000                  | 970  | ii, iv      |
| 7  |             | Культурный ландшафт Фертё — Нойзидлерзее (нем. Kulturlandschaft Fertö-Neusiedlersee)                                                                                                 | Ближайший город: Апетлон Федеральная земля: Бургенланд (Совместно с Венгрией )                                                                                                 | —                          | 2001                  | 772  | v           |
| 8  |             | Исторический центр Вены (нем. Altstadt von Wien) | Город: Вена Федеральная земля: Вена | С XVII века                | 2001                  | 1033 | ii, iv, vi  |
| 9  |             | Доисторические свайные жилища в окрестностях Альп (нем. Prähistorische Pfahlbauten um die Alpen) (5 пунктов)                                                                         | Федеральная земля: Каринтия, Верхняя Австрия (Совместно с Францией , Германией , Швейцарией , Италией , Словенией )                                                            | V — I тысячелетие до н. э. | 2011                  | 1363 | iii, v      |
| 10 |             | Древние и первобытные буковые леса Карпат и других регионов Европы (нем. Alte Buchenwälder und Buchenurwälder der Karpaten und anderer Regionen Europas) * Калькальпен * Dürrenstein | Федеральные земли: Нижняя Австрия, Верхняя Австрия (совместно с Албанией , Бельгией , Болгарией , Хорватией , Италией , Польшей , Румынией , Словенией , Испанией , Украиной ) | —                          | 2017                  | 1133 | ix          |
| 11 |             | Укрепленные рубежи Римской империи - Дунайские рубежи (западный сегмент) (нем. Grenzen des Römischen Reichs – Donaulimes (westliches Segment))                                       | Федеральные земли: Нижняя Австрия, Верхняя Австрия, Вена (совместно с Германией и Словакией )                                                                                  | I — V век                  | 2021                  | 1608 | ii, iii, iv |
| 12 |             | Великие курортные города Европы: Баден (нем. Bedeutende Kurstädte Europas) | Город: Баден Федеральная земля: Нижняя Австрия (совместно с Бельгией , Великобританией , Германией , Италией , Францией и Чехией )                                             | С XIX века                 | 2021                  | 1613 | ii, iii     |

## Предварительный список
В таблице объекты расположены в порядке их добавления в предварительный список. В данном списке указаны объекты, предложенные правительством Австрии в качестве кандидатов на занесение в список всемирного наследия.
| #  | Изображение | Название                                                                                              | Местоположение                                                           | Время создания | Год внесения в список | №    | Критерии           |
| -- | ----------- | --- | ------------------------------------------------------------------------ | -------------- | --------------------- | ---- | ------------------ |
| 1  |             | Культурно-исторический ландшафт Инсбрук — Карвендель (нем. Innsbruck-Nordkette/Karwendel)             | Город: Инсбрук Федеральная земля: Тироль                                 | С XVI века     | 2002                  | 19   | i, ii, iii, iv     |
| 2  |             | Железный рудник Эрцберг и старая часть города Штайр (нем. Erzberg/Eisenstraße und Altstadt von Steyr) | Федеральные земли: Верхняя Австрия, Штирия                               | С XIV века     | 2002                  | 20   | i, ii, iii, iv     |
| 3  |             | Брегенцервальд (нем. Bregenzerwald)                                                                   | Ближайший город: Брегенц Федеральная земля: Форарльберг                  | XVII — XIX век | 1994                  | 27   | iv, v              |
| 4  |             | Кремсмюнстерское аббатство (нем. Stift Kremsmünster)                                                  | Город: Кремсмюнстер Федеральная земля: Верхняя Австрия                   | С 777 года     | 1994                  | 28   | i, ii, iii, iv, vi |
| 5  |             | Аббатство Хайлигенкройц (нем. Stift Heiligenkreuz)                                                    | Поселение: Хайлигенкройц Федеральная земля: Нижняя Австрия               | 1133 год       | 1994                  | 30   | i, ii, iii, iv     |
| 6  |             | Замок Хохостервиц (нем. Burg Hochosterwitz)                                                           | Ближайший город: Санкт-Файт Федеральная земля: Каринтия                  | 860 год        | 1994                  | 31   | i, iii, iv         |
| 7  |             | Кафедральный собор Гурка (нем. Dom zu Gurk)                                                           | Федеральная земля: Каринтия                                              | 1140 год       | 1994                  | 32   | i, iii, iv         |
| 8  |             | Национальный парк Высокий Тауэрн (нем. Nationalpark Hohe Tauern)                                      | Ближайший город: Шпитталь Федеральные земли: Каринтия, Тироль, Зальцбург | —              | 2003                  | 1645 | vii, viii, ix, x   |
| 9  |             | Халль — Монетный двор (нем. Hall in Tirol - Münze)                                                    | Федеральная земля: Тироль                                                | С XV века      | 2013                  | 5801 | i, ii, iv          |
| 10 |             | Высокогорная дорога Гросглоккнер (нем. Großglockner Hochalpenstraße)                                  | Федеральные земли: Каринтия, Зальцбург                                   | 1935           | 2016                  | 6074 | i, ii, iv          |